# Glacier (métier)
Pour les articles homonymes, voir Glacier (homonymie).
 (décembre 2018).
Un glacier est un industriel, un artisan ou un producteur fermier qui transforme des denrées alimentaires en glaces qu'il commercialise (crèmes glacées, sorbets, glace à l'eau et entremets glacés).

## Formations
En France, de façon facultative, une formation peut s'effectuer dans un Centre de formation d'apprentis (CFA) émanant d'organismes consulaires comme les chambres de métiers et de l'artisanat du niveau 3 (CAP glacier-fabricant), niveau 4 (BTM, BM).

## Organisations professionnelles
En France, il existe une organisation professionnelle se missionnant pour représenter une partie des fabricants de glace (cette structure ne s'implique pas dans l'activité des producteurs fermiers glaciers) représentée par la Confédération Nationale des Glaciers de France (CNGF). Elle a mis en place un groupe de travail comportant des professionnels et des experts afin de rédiger le « Guide des bonnes pratiques d'hygiène » spécifique à l'artisan glacier : ce dernier a été validé par les administrations compétentes dès 1998 et sert d'outil afin de concrétiser les bonnes pratiques au sein de l'entreprise pour garantir ainsi la salubrité et la sécurité des transformations fabriquées.

## Commerce
Ce secteur commercial de la glacerie est en pleine mutation : la consommation de glaces se « désaisonnalise » en France, les gammes s'élargissent et les influences du moment (allégations nutritionnelles) sont des paramètres importants même si la glace reste avant tout un aliment festif. Les amateurs de glaces sont en effet de plus en plus exigeants quant à la qualité et l'origine des produits agricoles utilisés, le savoir-faire industriel, artisanal ou fermier et au choix proposé.
Les adeptes des régimes par nécessité ou par choix délibéré ont fait réagir certains transformateurs qui désormais limitent les matières grasses et/ou les sucres ajoutés par substitution et/ou renfort en fruits par exemple pour ce marché de niche.

## Statuts et législation
- Les statuts de « maître-artisan glacier » et « maître glacier » sont réglementés (décret no 98-247 du 2 avril 1998 modifié relatif à la qualification artisanale et au répertoire des métiers). La mention « glace artisanale » interdit l'utilisation de poudres et d'appareils prêts à l'emploi fabriqués par des entreprises industrielles. À ce sujet un Code des pratiques loyales en glacerie, existant depuis 2000 et mis à jour en 2008, permet de faire la distinction entre les glaces et les desserts glacés notamment et d'informer de façon objective ainsi les consommateurs de la qualité des produits fabriqués dans les règles de l'art.
- Le statut de « producteur fermier glacier » ou « paysan glacier » ou encore « glacier fermier » n'est pas réglementé. L'appellation « glace fermière », tombant sous la réglementation régissant les mentions « fermier » ou « de la ferme », concerne uniquement les transformations émanant d'agriculteurs qui se doivent d'être à l'origine des produits agricoles mis en œuvre, de leur transformation en glace de façon non-industrielle, par leur soin, dans leur ferme ou un atelier agroalimentaire de location.

## Voir également
- Métiers de bouche